# Ardilla

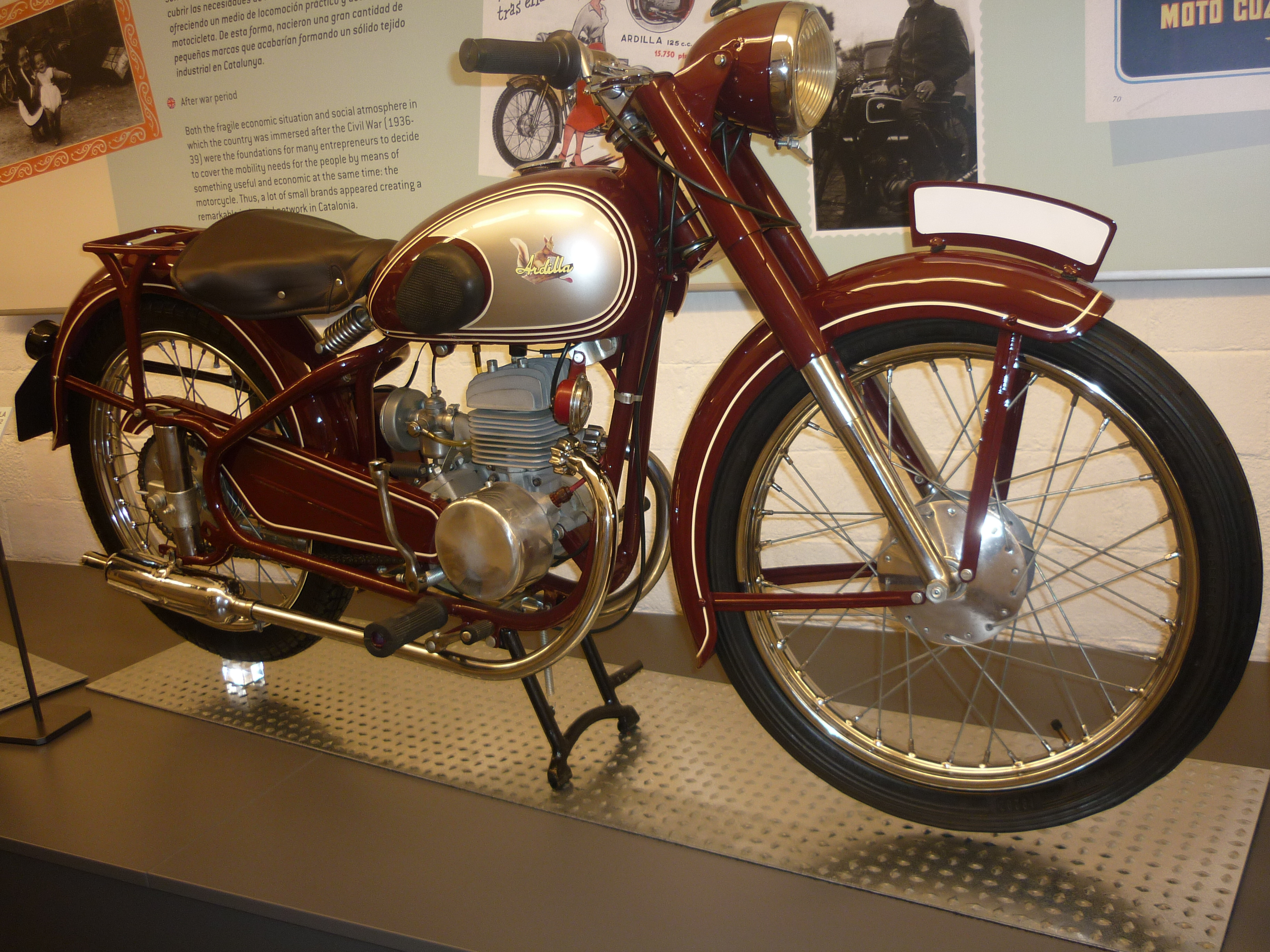
Ardilla 125 cc Model 52 uit 1952

Ardilla is een historisch Spaans merk van motorfietsen.
De bedrijfsnaam van Ardilla was: Sociedad Anónima Industrias del Plata, Barcelona.
Het bedrijf produceerde slechts gedurende een korte periode, van 1952 tot 1954, motorfietsjes met 4½pk-, 125cc-tweetaktmotoren.